# آلپو (ترکیه)
آلپو (به ترکی استانبولی: Alpu) یک منطقهٔ مسکونی در ترکیه است که در استان اسکی‌شهر واقع شده‌است. آلپو ۷۶۸ متر بالاتر از سطح دریا واقع شده‌است.